# SARS-CoV-2 lignaggio B.1.1.28.1
     5 000–9 999 sequenze confermate
     1 000–4 999 sequenze confermate
     100–999 sequenze confermate
     10–99 sequenze confermate
     1–9 sequenze confermate
     nessun dato

Diffusione globale della Variante Gamma al 10 agosto 2021
5000–9999 sequenze confermate
1000–4999 sequenze confermate
100–999 sequenze confermate
10–99 sequenze confermate
1–9 sequenze confermate
nessun dato

Il SARS-CoV-2 lignaggio B.1.1.28.1, o P.1, o variante Gamma, corrisponde a una variante del SARS-CoV-2, il virus che causa la COVID-19. La variante è stata identificata per la prima volta dal Kokuritsukansenshōkenkyūjo (Istituto nazionale di malattie infettive) in Giappone il 6 gennaio 2021 in quattro persone che erano arrivate a Tokyo dopo aver visitato il Brasile quattro giorni prima. In Brasile, la variante è stata segnalata in una pubblicazione del 13 gennaio riferita a campioni raccolti nella città di Manaus raccolti tra il 15 e 23 dicembre 2020. La nuova variante era assente nei campioni raccolti da marzo a novembre tra i residenti di Manaus, ma è stata identificata nel 42% dei campioni di dicembre 2020 raccolti nella stessa città. A gennaio le variante P.1 si riscontrava già nel 85,4% dei campioni sequenziati, a riprova della crescita esponenziale dei contagi. Questa variante ha causato un'infezione diffusa nella città di Manaus, la più grande città della foresta pluviale amazzonica, nonostante il fatto che la città avesse già avuto a maggio un esteso focolaio di altri ceppi di SARS-CoV-2 testimoniato da uno studio che indicava un'elevata siero-prevalenza degli anticorpi per SARS-CoV-2. I molti casi di reinfezione, l'alta trasmissibilità (2,5 volte quella del SARS-CoV-2 originale) e una letalità apparentemente più alta hanno immediatamente allarmato le autorità sanitarie.
Nel gennaio 2021, Belgio, Germania, Isole Faroe, Guyana, Italia, Giappone, Colombia, Paesi Bassi, Corea del Sud, Taiwan, Stati Uniti e Uruguay hanno riportato le prime infezioni con questo lignaggio.
A fine gennaio molti paesi tra cui l'Italia e gli USA hanno imposto forti restrizioni ai viaggi dal Brasile.
Nel febbraio 2021 la variante P.1 è stata rilevata in Argentina, Cile, Bangladesh, Finlandia, Francia, India, Irlanda, Canada, Messico, Norvegia, Paraguay, Perù, Portogallo, Svezia, Svizzera, Spagna, Suriname, Turchia e Venezuela. 
 A marzo, i primi casi di questa linea COVID-19 si sono verificati ad Aruba, in Australia, Bolivia, Danimarca, Repubblica Dominicana, Guadalupa, India, Giordania, Nuova Zelanda e Filippine. 
 Ad aprile, Cina, Israele, Malta, Austria, Panama e Slovenia hanno segnalato il primo caso di questa variante.
A metà aprile 2020 la prevalenza della variante Gamma in tutto il Brasile era sopra al 90% e si era diffusa in altri stati del Sud America: Paraguay (68%), Cile (38%), Argentina (30%).
Per vari mesi i mezzi di comunicazione, considerandone l'origine e la diffusione prevalente, l'hanno chiamata "variante brasiliana".
L'Organizzazione Mondiale della Sanità l'ha classificata come variante di preoccupazione (VOC) dall'11 gennaio 2020.
Dal 31 maggio 2021, l'OMS ha chiamato le VOC e le varianti di interesse (VOI) con lettere greche per evitare di stigmatizzare i Paesi dove avevano cominciato a diffondersi. Alla variante P1 è stata assegnata la lettera Gamma.
Nella nomenclatura Pango B.1.1.28.1 è stata adottato l'alias P.1 per non superare il terzo livello di discendenza nella classificazione delle sottovarianti. Nella classificazione Nextstrain le è stato assegnato il clade 20J(V3).
La sua prevalenza cumulativa apparente, cioè la quota di sequenziamenti che l'hanno rilevata alla fine del 2021, è stata del 1% a livello globale e del 37% in Brasile.
| Mutazioni (sostituzioni, delezioni) della variante Gamma | Mutazioni (sostituzioni, delezioni) della variante Gamma |
| --- | -------------------------------------------------------- |
| gene | aminoacido                                               |
| ORF1a | S1188L                                                   |
| ORF1a | K1795Q                                                   |
| ORF1a | del3675/3677                                             |
| ORF1b | P314L                                                    |
| ORF1b | E1264D                                                   |
| Proteina S (Spike) | L18F                                                     |
| Proteina S (Spike) | T20N                                                     |
| Proteina S (Spike) | P26S                                                     |
| Proteina S (Spike) | D138Y                                                    |
| Proteina S (Spike) | R190S                                                    |
| Proteina S (Spike) | K417T                                                    |
| Proteina S (Spike) | E484K                                                    |
| Proteina S (Spike) | N501Y                                                    |
| Proteina S (Spike) | ND614G                                                   |
| Proteina S (Spike) | H655Y                                                    |
| Proteina S (Spike) | T1027I                                                   |
| Proteina S (Spike) | V1176F                                                   |
| ORF3a | S253P                                                    |
| ORF8 | S84L                                                     |
| ORF8 | E92K                                                     |
| Proteina N (nucleocapside) | P80R                                                     |
| Proteina N (nucleocapside) | R203K                                                    |
| Proteina N (nucleocapside) | G204R                                                    |
| Legenda: Sostituzioni, es: A63T l’Alanina in posizione 63 viene sostituita dalla Treonina Delezioni, es: del31/33 la sequenza salta gli amminoacidi dalla posizione 31 alla 33 Sfondo giallo: adiacenti o all'interno del dominio di clavaggio della furina Sottolineate sfondo rosa le mutazioni nel dominio di legame del recettore |                                                          |

## Varianti e mutazioni
La variante P.1 (B.1.1.28.1) del SARS-CoV-2 presenta multiple mutazioni amminoacidiche, 12 delle quali nel peplomero (proteina S). Si differenzia dal ceppo originale nei cambiamenti negli amminoacidi della proteina spike, L18F, T20N, P26S, D138Y, R190S, K417T, E484K, N501Y, D614G, H655Y, T1027I, V1176F di cui N501Y, K417T, E484K nel dominio di legame del recettore. Le mutazioni (K417T, E484K e N501Y) aumentano il legame al recettore ACE2 umano delle cellule. Questa tripletta di mutazioni assieme a L18F è stata rilevata anche nella variante Beta (B.1.351) identificata a dicembre 2020 in Sudafrica. La mutazione D614G è comune a tutte le varianti VOC. Il rischio di infezione è da 1,4 a 2,2 volte superiore a quello del ceppo originale. La data della prima comparsa di queste mutazioni è stimata tra il 6 ottobre e il 24 novembre 2020. La mutazione E484K, già presente nella variante B.1.1.28 e nelle varianti Beta, Kappa, Omicron, Iota, Mu e Zeta. che potrebbe renderla più resistente agli anticorpi di un'infezione pregressa (questa ipotesi sembra essere confermata dal caso della seconda onda di Manaus), ma potrebbe anche alterare, e nel peggiore dei casi inattivare, l'efficacia dei vaccini a mRNA sviluppati all'inizio della pandemia.
I lignaggi con maggior diffusione epidemica hanno una maggior probabilità di sviluppare sottovarianti.
Alla fine del 2021 sono stati identificati 21 lignaggi discendenti dal P.1. 
| Lignaggio | Paesi in cui è stata rilevata                                                            | Descrizione |
| --------- | ---------------------------------------------------------------------------------------- | --- |
| P.1.1     | Italia 73,0%, Germania 10,0%, Brasile 7,0%, Stati Uniti d'America 5,0%, Lussemburgo 1,0% | Alias di B.1.1.28.1.1, stirpe europea in Italia e Germania |
| P.1.2     | Brasile 57,0%, Argentina 35,0%, Spagna 3,0%, Paesi Bassi 2,0%,                           | Alias di B.1.1.28.1.2, lignaggio Paesi Bassi/Brasile. Importato nei Paesi Bassi, probabilmente con trasmissione locale qui e circolazione continuata all'interno e/o reintroduzione in Brasile |
| P.1.3     | Brasile 100,0%                                                                           | Alias di B.1.1.28.1.3, lignaggio Brasile |
| P.1.4     | Brasile 98,0%, Costa_Rica 1,0%, Perù 1,0%,                                               | Alias di B.1.1.28.1.4, stirpe brasiliana |
| P.1.5     | Brasile 100,0%                                                                           | Alias di B.1.1.28.1.5, stirpe brasiliana |
| P.1.6     | Brasile 99,0%, Svezia 0,0%, Guyana_francese 0,0%                                         | Alias di B.1.1.28.1.6, stirpe brasiliana |
| P.1.7     | Brasile 91,0%, Stati Uniti d'America 5,0%, Spagna 2,0%,                                  | Alias di B.1.1.28.1.7, stirpe brasiliana |
| P.1.7.1   |                                                                                          | Alias di B.1.1.28.1.7.1, lignaggio rilevato in Perù |
| P.1.8     | Brasile 93,0%, Stati Uniti d'America 2,0%, Svezia 1,0%, Francia 1,0%, Spagna 1,0%        | Alias di B.1.1.28.1.8, stirpe brasiliana |
| P.1.9     | Brasile 98,0%, Stati Uniti d'America 1,0%, Belgio 1,0%,                                  | Alias di B.1.1.28.1.9, lignaggio Brasile |
| P.1.10    | Stati Uniti d'America 93,0%, Brasile 5,0%,                                               | Alias di B.1.1.28.1.10, lignaggio prevalentemente USA |
| P.1.10.1  | Aruba 75,0%, Stati Uniti d'America 14,0%, Brasile 5,0%, Turchia 3,0%, Cile 2,0%          | Alias di B.1.1.28.1.10.1, lignaggio Aruba |
| P.1.10.2  | Messico 100,0%                                                                           | Alias di B.1.1.28.1.10.2, lignaggio del Messico |
| P.1.11    | Brasile 96,0%, Ecuador 2,0%, Stati Uniti d'America 1,0%, Spagna 1,0%                     | Alias di B.1.1.28.1.11, stirpe brasiliana |
| P.1.12    | Perù 56,0%, Brasile 16,0%, Stati Uniti d'America 16,0%, Messico 6,0%, Cile 2,0%          | Alias di B.1.1.28.1.12, lignaggio prevalentemente peruviano |
| P.1.12.1  |                                                                                          | Alias di B.1.1.28.1.12 sottovariante di P.1.12 segnalata principalmente dal Perù e dagli Stati Uniti                                                                                           |
| P.1.13    | Stati Uniti d'America 100,0%,                                                            | Alias di B.1.1.28.1.13, lignaggio USA |
| P.1.14    | Canada 64,0%, Brasile 33,0%, Stati Uniti d'America 1,0%,                                 | Alias di B.1.1.28.1.14, prevalentemente lignaggio canadese |
| P.1.15    | Cile 54,0%, Argentina 29,0%, Stati Uniti d'America 8,0%, Brasile 4,0%, Spagna 1,0%       | Alias di B.1.1.28.1.15, prevalentemente lignaggio cileno |
| P.1.16    | Belgio 69,0%, Paesi Bassi 13,0%, Germania 5,0%, Francia 3,0%, Turchia 3,0%               | Alias di B.1.1.28.1.16, lignaggio prevalentemente belga anche in altri paesi europei |
| P.1.17    | Stati Uniti d'America 61,0%, Messico 30,0%, Spagna 2,0%, Germania 2,0%, Brasile 1,0%     | Alias di B.1.1.28.1.17, principalmente lignaggio USA e Messico |
| P.1.17.1  | Lussemburgo 80,0%, Germania 9,0%, Francia 5,0%, Belgio 4,0%, Paesi Bassi 1,0%            | Alias di B.1.1.28.1.17.1, prevalentemente in Lussemburgo |

Il ceppo del coronavirus B.1.1.28 ha dato origine a tre lignaggi, oltre al lignaggio P.1, classificati come variante di interesse (VOI) o variante di preoccupazione (VOC): P.2, P.3 e P.4.
Il ceppo P.2 (B.1.1.28.2, variante Zeta), rilevato per la prima volta nell'ottobre 2020 nello stato di Rio de Janeiro, in Brasile, condivide solo una mutazione preoccupante con P.1, che è l'E484K. Le altre mutazioni P.2 sono senza preoccupazione e raramente si trovano per altre varianti. Le cinque mutazioni specifiche per P.2 sono: E484K nel gene S, A119S nel gene N, 5'UTR C100U, più L3468V e synC11824U nel gene ORF1ab. Altre mutazioni comunemente riscontrate in P.2 sono: 3'UTR C29754U, F120F (synC28253U) in ORF8, M234I nel gene N, più L3930F e synA12964G in ORF1ab.
Il lignaggio P.3 (variante Theta) è stato identificato per la prima volta nelle Filippine il 18 febbraio 2021, quando sono state rilevate due mutazioni preoccupanti nel Visayas centrale.
Il restante virus derivato B.1.1.28 è il lignaggio P.4. Sebbene i ricercatori non ne abbiano identificato l'origine precisa, è stato sequenziato per la prima volta a Itirapina, in Brasile, e già circolava in vari comuni dello stato di São Paulo dello stesso paese. Porta una mutazione preoccupante nella proteina spike chiamata L452R che è presente anche nel lignaggio B.1.617 (varianti Delta e Kappa) rilevato in India, variante Epsilon (lignaggi B.1.427 e B.1.429) dalla California, Stati Uniti. Il ramo di questo lignaggio è P.4.1 (VUI-NP13L) - si sospetta che sia sorto a Goiás, Brasile, intorno a giugno-luglio 2020, si è rapidamente diffuso anche nel sud-est del paese, dove ad esempio Taquara ha avuto la sua prima sequenza genomica, e nel nord-est della nazione. È stato rilevato a livello internazionale, con casi segnalati in Giappone, Paesi Bassi e Inghilterra. Il P.4.1 ha mutazioni V1176F e D614G nella proteina spike.
Alla fine del 2021 sono state identificate altre 3 sottovarianti del lignaggio B.1.1.28 classificate come: P.5, P.6, P.7.